# Tickdyna
Tickdyna (Hypocrea pulvinata) är en svampart som beskrevs av Fuckel 1870. Tickdyna ingår i släktet svampdynor och familjen Hypocreaceae.  Arten är reproducerande i Sverige. Inga underarter finns listade i Catalogue of Life.

## Bildgalleri

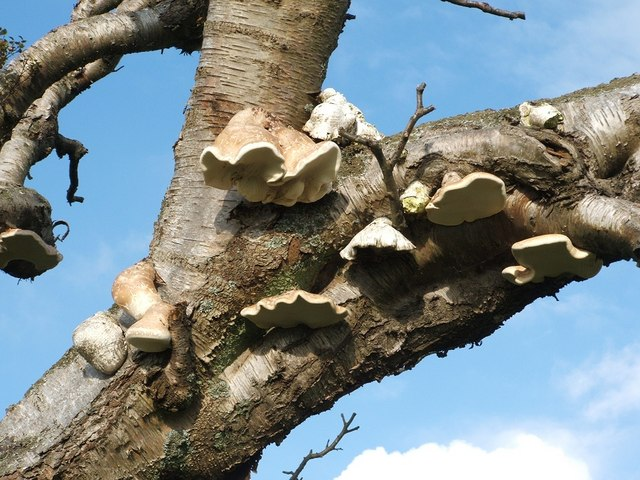
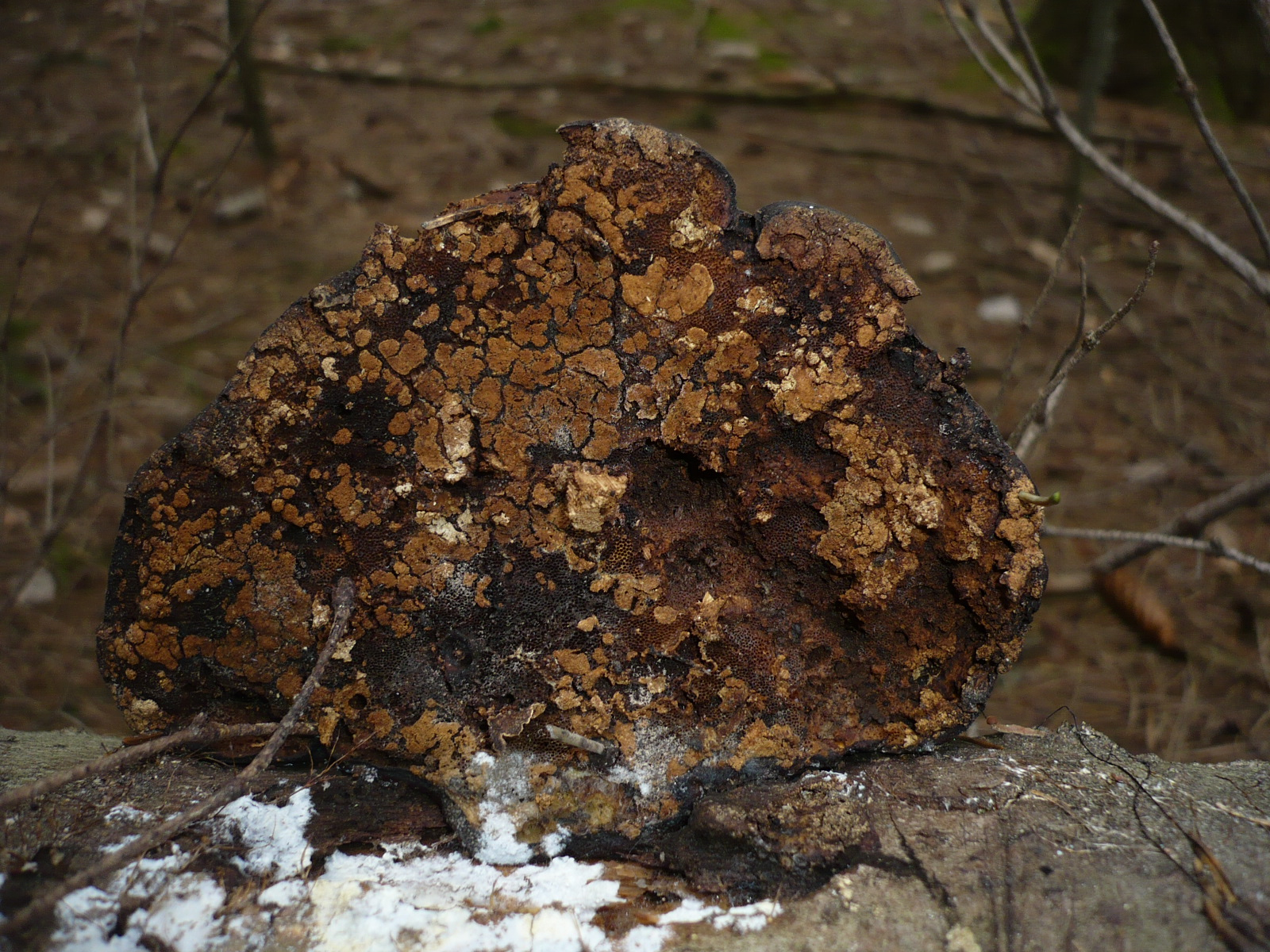